# ベルクイーゼルシャンツェ

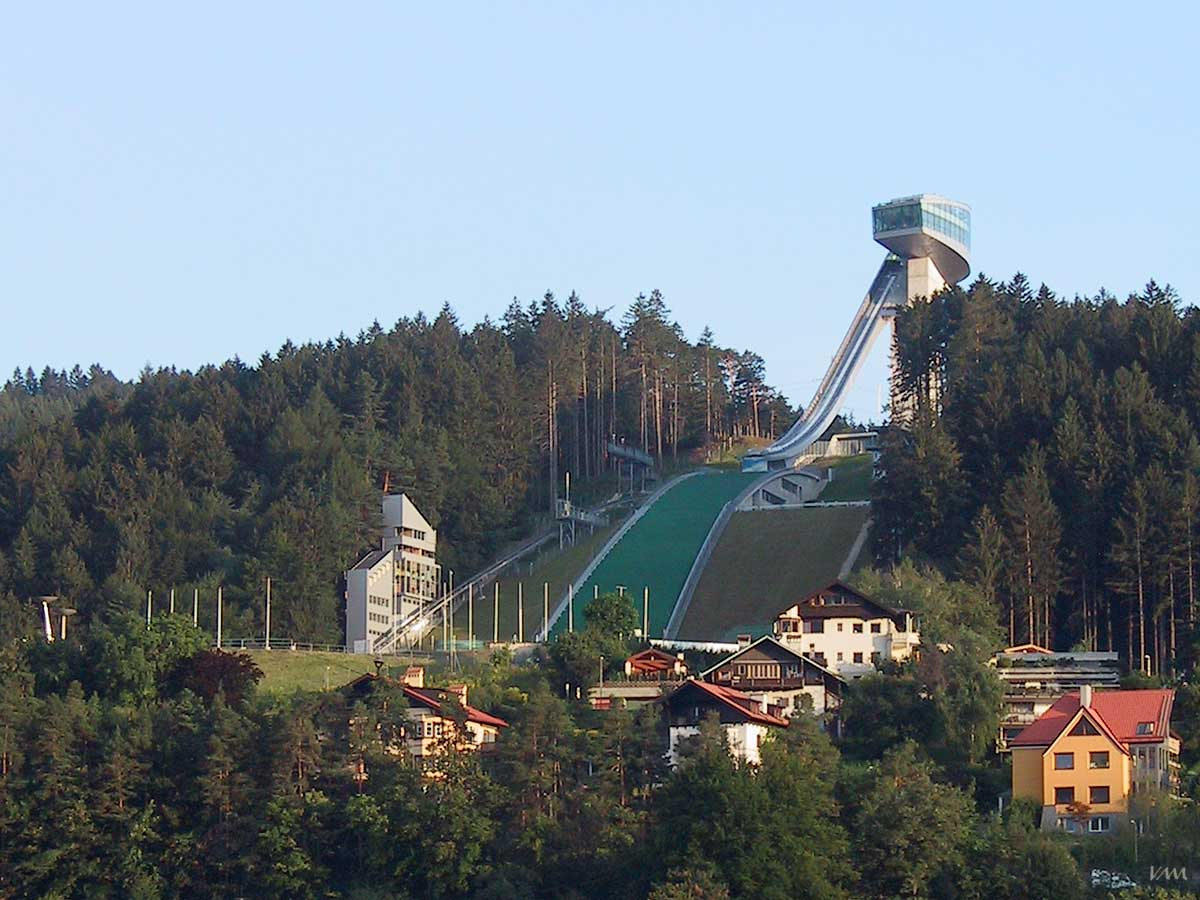
ベルクイーゼルシャンツェ

ベルクイーゼルシャンツェ（独: Bergiselschanze）は、オーストリア、チロル州インスブルックのベルクイーゼル（イーゼル山）にあるスキージャンプ競技場である。

## 概要
1927年1月23日にこの地で初めてジャンプ競技が行われた。
1933年ノルディックスキー世界選手権を前に改修され、スキージャンプの会場となった。1942年に木造のスタートタワーが崩壊、ヴィリンゲンから訪れていたサッカーチームの選手4人が巻き込まれて死亡する事故が発生した 。
1949年に再建され、1952年から始まったスキージャンプ週間の第3戦の会場となっている。1964年インスブルックオリンピックを前に改修され、同大会の開会式とスキージャンプ90m級が実施された。
1976年に2度目のオリンピックの会場となり、2つ目の聖火台も設置された。
1985年ノルディックスキー世界選手権開催、1988年に教皇ヨハネ・パウロ2世がミサを行った。
2001年に大規模改修が実施され、K120・HS130、サマージャンプ対応となった。建築家ザハ・ハディドが設計したタワー等の施設は2003年に完成している。 
2005年冬季ユニバーシアード大会のスキージャンプ会場となり、2012年インスブルックユースオリンピックでは開会式場として使用された。

## バッケンレコード
- skisprungschanzen.com/Skisprungschanzen-Archiv/Bergisel, Innsbruck

| 年月日         | 氏名                                      | 記録    | 備考         |
| -------------- | ----------------------------------------- | ------- | ------------ |
| 1927           | Heinrich Mayerl オーストリア              | 47.5 m  |              |
| 1933年2月12日  | マルセル・レイモンド スイス               | 70.5 m  | 世界選手権   |
| 1933年2月12日  | Josef Gumpold オーストリア                | 70.5 m  | 世界選手権   |
| 1933年2月13日  | ビルゲル・ルート ノルウェー               | 74.0 m  | 世界選手権   |
| 1955年1月6日   | Torbjørn Ruste ノルウェー                 | 79.5 m  |              |
| 1956年1月6日   | Koba Zakadse ソビエト連邦                 | 79.5 m  |              |
| 1961年1月6日   | Kalevi Kärkinen フィンランド              | 84.5 m  |              |
| 1962年12月30日 | トラルフ・エンヤン ノルウェー             | 91.5 m  |              |
| 1964年1月5日   | Józef Przybyła ポーランド                 | 95.5 m  |              |
| 1964年2月9日   | ヴェイッコ・カンコネン フィンランド       | 95.5 m  | オリンピック |
| 1970年1月4日   | ビョルン・ヴィルコラ ノルウェー           | 98.0 m  |              |
| 1970年1月4日   | Horst Queck 東ドイツ                      | 99.0 m  |              |
| 1975年1月4日   | カール・シュナーブル オーストリア         | 99.0 m  |              |
| 1975年1月4日   | ハンス・ミロニヒ オーストリア             | 101.0 m |              |
| 1976年1月3日   | Peter Leitner 西ドイツ                    | 103.0 m |              |
| 1978年1月3日   | ファルコ・バイスフロク 東ドイツ           | 106.0 m |              |
| 1980年1月2日   | フーベルト・ノイパー オーストリア         | 107.0 m |              |
| 1984年1月4日   | クラウス・オストヴァルト 東ドイツ         | 107.5 m |              |
| 1984年1月4日   | イェンス・バイスフロク 東ドイツ           | 107.5 m |              |
| 1984年1月4日   | パベル・プロッツ チェコスロバキア         | 112.0 m |              |
| 1987年1月4日   | エルンスト・フェットーリ オーストリア     | 112.0 m |              |
| 1994年1月4日   | アンドレアス・ゴルトベルガー オーストリア | 114.5 m |              |
| 1995年1月3日   | 船木和喜 日本                             | 117.0 m |              |
| 1995年1月4日   | 船木和喜 日本                             | 117.5 m |              |
| 1997年1月4日   | ディーター・トーマ ドイツ                 | 120.0 m |              |
| 2001年1月3日   | アダム・マリシュ ポーランド               | 120.5 m |              |
| 2002年1月3日   | スヴェン・ハンナバルト ドイツ             | 132.5 m |              |
| 2002年1月4日   | スヴェン・ハンナバルト ドイツ             | 134.5 m |              |

- サマーシーズン

| 年月日        | 氏名                                        | 記録    | 備考 |
| ------------- | ------------------------------------------- | ------- | ---- |
| 2002年9月13日 | マルティン・ヘルバルト オーストリア         | 135.0 m |      |
| 2003年8月31日 | ベリ＝マッチ・リンドストローム フィンランド | 135.0 m |      |
| 2004年9月11日 | アダム・マリシュ ポーランド                 | 136.0 m |      |